# Перфильева улица
Перфи́льева улица — улица в Выборгском районе Санкт-Петербурга. Проходит от проспекта Энгельса до Зеленогорской улицы.

## История
Название Перфильева улица известно с 1887 года, происходит от фамилии домовладельца генерала С. В. Перфильева. До 1914 года существовал также вариант Перфильев переулок.

## Достопримечательности
- Дача Ланских